# Kunja (Pskow)
Kunja (russisch Ку́нья) ist eine Siedlung städtischen Typs in der Oblast Pskow in Russland mit 3127 Einwohnern (Stand 14. Oktober 2010).

## Geographie
Der Ort liegt etwa 230 km Luftlinie südöstlich des Oblastverwaltungszentrums Pskow. Er befindet sich an der Lusnja, einem rechten Zufluss des namensgebenden Lowat-Nebenflusses Kunja, unweit ihrer Mündung.
Kunja ist Verwaltungszentrum des Rajons Kunjinski sowie Sitz und einzige Ortschaft der Stadtgemeinde (gorodskoje posselenije) Kunja.

## Geschichte
Der Ort entstand 1900 beim Bau der Eisenbahnstrecke Moskau – Riga als Stationssiedlung, die nach dem nahen Fluss benannt wurde. Seit 10. April 1924 war die Siedlung Sitz einer Wolost des Ujesds Welikije Luki im Gouvernement Pskow. Am 1. August 1927 wurde die Wolost in einen Rajon umgewandelt, der zwischenzeitlich vom 1. Januar 1932 bis 10. Februar 1935 aufgelöst war.
Im Zweiten Weltkrieg wurde der Ort im August 1941 von der deutschen Wehrmacht okkupiert und am 23. Januar 1942 im Vorfeld der Schlacht um Cholm während ihres Vorrückens im Raum Ostaschkow–Toropez von der Roten Armee zurückerobert. Noch fast ein weiteres Jahr, bis Mitte Januar 1943, verlief die Frontlinie zwischen Kunja und dem 25 km westlich gelegenen Welikije Luki.
Am 2. März 1966 erhielt Kunja den Status einer Siedlung städtischen Typs.

### Bevölkerungsentwicklung
| Jahr | Einwohner |
| ---- | --------- |
| 1939 | 615       |
| 1959 | 2313      |
| 1970 | 2986      |
| 1979 | 3575      |
| 1989 | 4023      |
| 2002 | 3527      |
| 2010 | 3127      |

Anmerkung: Volkszählungsdaten

## Verkehr

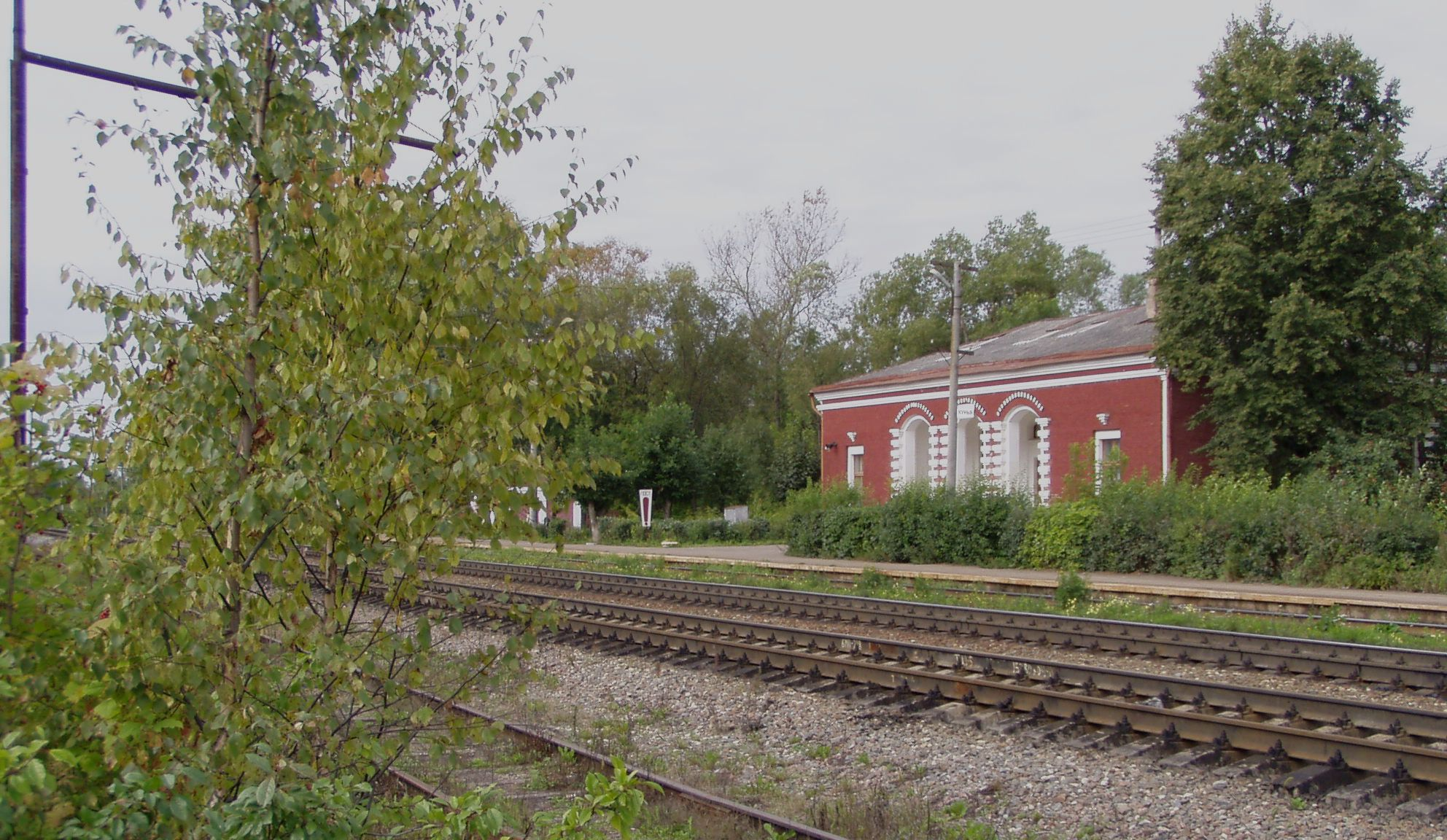
Bahnhof Kunja

Kunja besitzt einen Bahnhof bei Kilometer 449 der auf diesem Abschnitt am 11. Septemberjul. / 24. September 1901greg. und durchgehend 1904 eröffneten Eisenbahnstrecke Moskau – Welikije Luki – Riga. Südlich an der Siedlung führt die der Bahnstrecke folgende föderale Fernstraße M9 von Moskau zur lettischen Grenze vorbei (Teil der Europastraße 22).